# Janče (ime)
Janče je moško osebno ime. V Sloveniji se pojavlja predvsem na Primorskem.

## Izvor imena
Ime Janče je različica moškega osebnega imena Janez.

## Pogostost imena
Po podatkih Statističnega urada Republike Slovenije na dan 31. decembra 2007 v Sloveniji ni bilo moških oseb z imenom Janče ali pa je bilo število nosilcev tega imena manjše od: 5.